# صالح بن عبد العزيز آل الشيخ
صالح بن عبد العزيز بن عبد الرحمن آل الشيخ (ت 1372 هـ  / 1953 م) عالم دين سعودي.

## نسبه
اسمه صالح بن عبد العزيز بن عبد الرحمن بن حسين ابن الشيخ محمد بن عبد الوهاب. وهم من آل مُشَرَّف عشيرة من المَعاضِيد من فخِذ آل زاخِر الذين هم بطن من الوُهَبَة من بني حَنظَلة من قبيلة بني تَمِيم.

## مولده ونشأته
ولد الشيخ صالح في بلدة السلمية إحدى بلدات محافظة الخرج. نشأ في بيت علم ودين وقضاء فكان جده عبد الرحمن بن حسين قاضي بلدان الخرج للإمام تركي بن عبد الله بن محمد آل سعود ثم لابنه الإمام فيصل بن تركي بن عبد الله آل سعود , ومكث صالح في السلمية أيام طفولته حتى مات والده وهو في أول سن التمييز , فانتقل مع والدته إلى مدينة الرياض حيث يقيم فيها عائلته وأخواله , فكفله ابن عمه حسن بن حسين بن علي آل الشيخ ، وتزوج بأمه بعد أبيه فنشأ في بيت عمه وأمه نشأة صالحة .

## طلبه للعلم وعمله
ودخل الكتاب وتعلم فيه مبادئ الكتابة والقراءة , ثم حفظ القرآن , ثم بدأ في طلب العلم فأخذ في حفظ وقراءة كتب محمد بن عبد الوهاب وغيره من مختصرات العلوم , ثم واصل طلب العلم فكان ملازما لدروس الشيخ عبد الله بن عبد اللطيف والشيخ عبد الله الخرجي والشيخ حمد بن فارس والشيخ محمد بن حمود حتى أدرك في التوحيد والتفسير والحديث والفقه وأصول هذه العلوم والنحو , وفي عام 1337 هـ ولاه الملك عبد العزيز قضاء مدينة الرياض.

## وفاته
استمر صالح آل الشيخ في القضاء حتى عام 1352 هـ  حيث أصيب بألم شديد في رأسه وعينيه واستعفي بسبب ذلك من القضاء , فأعفي , ثم سافر إلى جمهورية مصر العربية للعلاج عام 1354 هـ ثم عاد وطال معه هذا المرض حتى مات منه عام 1372 هـ الموافق 1953.